# 朴松男 (政治家)
朴 松男（パク・ソンナム、朝鮮語: 박송남）は、朝鮮民主主義人民共和国の政治家。国土環境保護相、朝鮮自然保護連盟中央委員会委員長、国家計画委員会副委員長、西海平和協力特別地帯推進委員会北側委員長などを歴任した。

## 経歴
出生地や生年月日は不明。2000年1月に国家計画委員会副委員長に就任した。2006年3月に国土環境保護相に任命され、同年9月に朝鮮自然保護連盟中央委員会委員長に就いた。2007年12月に開城市で開催された西海平和協力特別地帯推進委員会の北側委員長に就任し、韓国の白鍾天統一外交安保政策室長らと会談を行い、黄海の平和利用などについて討議した。2009年4月に最高人民会議第12期代議員に選任され、第1回会議で国土環境保護相に再任されたが、同年11月に解任された。

## 参考サイト
북한정보포털
| 先代張一善 | 国土環境保護相2006年 - 2009年 | 次代金滄龍 |